# FINA ifjúsági vízilabda-világbajnokság
A FINA Ifjúsági Vízilabda-világbajnokság a Nemzetközi Úszószövetség (FINA) szervezésében, kétévente megrendezésre kerülő nemzetközi vízilabdatorna, melyet 2012-ben alapítottak. A tornán U18-as korosztályú csapatok vehetnek részt.

## Érmesek

### Férfi
| Év   | Helyszín     |              |               |               |
| ---- | ------------ | ------------ | ------------- | ------------- |
| 2012 | Perth        | Olaszország  | Magyarország  | Szerbia       |
| 2014 | Isztambul    | Magyarország | Spanyolország | Oroszország   |
| 2016 | Podgorica    | Horvátország | Montenegró    | Magyarország  |
| 2018 | Szombathely  | Görögország  | Spanyolország | Magyarország  |
| 2022 | Belgrád      | Magyarország | Szerbia       | Spanyolország |
| 2024 | Buenos Aires | Magyarország | Szerbia       | Montenegró    |

### Női
| Év   | Helyszín |               |               |              |
| ---- | -------- | ------------- | ------------- | ------------ |
| 2012 | Perth    | Görögország   | Magyarország  | Oroszország  |
| 2014 | Madrid   | USA           | Kanada        | Magyarország |
| 2016 | Auckland | Oroszország   | Spanyolország | Olaszország  |
| 2018 | Belgrád  | Spanyolország | Olaszország   | Görögország  |
| 2022 | Belgrád  | USA           | Görögország   | Magyarország |
| 2024 | Csengtu  | Spanyolország | USA           | Magyarország |

## Magyar szereplés

### Fiú
| Év   | Helyezés | Szövetségi kapitány | A magyar válogatott tagjai |
| ---- | -------- | ------------------- | --- |
| 2012 |          | Horkai György       | György Dávid, Péterfy Mihály – Berta József, Gyárfás Tamás, Jansik Szilárd, Lőrincz Bálint, Manhercz Krisztián, Német Toni, Sánta Dániel, Sedlmayer Tamás, Szabó Bendegúz, Telegdy András, Zalánki Gergő                                               |
| 2014 |          | Horkai György       | Molnár Benedek, Vogel Soma, Csacsovszky Erik, Hornyák Olivér, Kiss Kristóf , Lovas Péter, Manhercz Krisztián, Nagy Ádám, Pellei Frank, Szatmári Kristóf, Tóth Kristóf, Vadovics Viktor, Vogel Simon                                                    |
| 2016 |          | Horkai György       | Bányai Márk, Leposa Gábor – Baksa Benedek, Burián Gergely, Fekete Gergő, Kardos Alexander, Kósa Balázs, Lukács Ábel, Nagy Ádám, Sugár Péter, Teleki András, Vadovics Viktor, Zerinváry Lóránd                                                          |
| 2018 |          | Horváth János       | Grieszbacher Márk, Korom Dániel – Baksa Benedek, Bóbis Botond, Csorba Tamás, Dala Döme, Ekler Bendegúz, Fekete Gergő, Fodor Olivér, Schmölcz Norman, Szeghalmi Zsombor, Szieben László, Vékony Ákos                                                    |
| 2022 |          | Kovács Róbert       | Gyapjas Viktor, Csite Lóránd – Bede Marcell, Balogh Botond, Biros Samu, Gaszt Roland, Ionescu Erik, Leinweber Olivér, Nagy Ákos, Szalai Péter, Szécsi Marcell, Szépfalvi Gergely, Varga Vince                                                          |
| 2024 |          | Korényi Balázs      | Balogh Botond, Bella Csanád, Benedek Mór, Borbély Sándor, Cseh Maxim, Haverkampf Bence, Lugosi Csongor Dániel, Nagy Zalán Márk, Paján Viktor Bátor, Regős Áron Vince, Simon Balázs, Szitás Dávid, Tóth András, Tátrai Tamás Roland, Zeman Márton János |

### Lány
| Év   | Helyezés | Szövetségi kapitány | A magyar válogatott tagjai |
| ---- | -------- | ------------------- | --- |
| 2012 |          | Mihók Attila        | Horváth Anna, Doroszlai Vanda – Garda Krisztina, Gémes Alexa, Gurisatti Gréta, Hajor Orsolya, Horváth Brigitta, Illés Anna, Kele Nikolett, Kövesdi Vivien, Miskolczi Kitti, Sikter Diána, Ziegler Diána                |
| 2014 |          | Petrovics Mátyás    | Gábor Kincső, Kiss Alexandra – Farkas Tamara, Gurisatti Gréta, Horváth Brigitta, Hertzka Orsolya, Kuna Szonja, Leimeter Dóra, Máté Zsuzsanna, Szilágyi Dorottya, Tamás Viktória, Tóth Csenge, Varga Viktória           |
| 2016 | 8.       | Faragó Tamás        | Lekrinszki Gina, Magyari Alda – Ádám Emília, Hertzka Orsolya, Kiss Eszter Lara, Koncz Hanna, Mchunu Hlengiwe, Mihály Kinga, Miklós Réka, Mucsy Mandula, Muzsnay Fanni, Tóth Csenge, Vályi Vanda                        |
| 2018 | 6.       | Petőváry Zsolt      | Magyari Alda, Pápai Barbara – Ármai Zita, Dömsödi Dalma, Faragó Berta, Huszti Vanda, Kudella Panna, Muzsnay Fanni, Pap Mónika, Peresztegi Nagy Kinga, Petőváry Luca, Rybanska Natasa, Utassy Kata                      |
| 2022 |          | Benczur Márton      | Golpencza Szonja, Torma Luca – Aubéli Tekla, Fekete Flóra, Golopencza Nóra, Hajdú Kata, Irmes Rozália, Kóka Zelma, Lendvay Zoé, Mácsai Eszter, Szegedi Panni, Tiba Panna, Varró Eszter                                 |
| 2024 |          | Sike József         | Torma Luca, Schmuck Tünde – Bereczki Luca, Gulyás-Oldal Emma, Hajdú Kata, Horváth Luca, Horváth Zsófia, Kardos Dominika, Kardos Laura, Kiss Patrícia, Lendvai Natasa, Lendvay Zoé, Tiba Panna, Sóti Lili, Varró Eszter |